# Danil Kutuzov
Danil Gennad'evič Kutuzov (in russo Данил Геннадьевич Кутузов?; Rudny, 13 marzo 1987) è un giocatore di calcio a 5 russo.

## Carriera
All'epoca della militanza nel Lipeck, Kutuzov fu convocato nella Russia Under-21 con cui vinse il campionato europeo 2008. In seguito, ha disputato due edizioni dell'UEFA Futsal Championship con la nazionale maggiore, concluse entrambe al secondo posto.

## Palmarès
- Campionato russo: 1
Dina Mosca: 2013-14
- Coppa della Russia: 2
Dina Mosca: 2016-17
Noril'sk Nickel: 2019-20